# Episodi di Mad Men (settima stagione)
La settima e ultima stagione della serie televisiva Mad Men è stata trasmessa in prima visione assoluta negli Stati Uniti da AMC dal 13 aprile 2014 al 17 maggio 2015, in due parti separate: la prima parte, The Beginning, è andata in onda fino al 25 maggio 2014; la seconda parte, The End of an Era, è stata trasmessa dal 5 aprile 2015.
In Italia la stagione è stata interamente resa disponibile sul servizio di streaming on demand TIMvision, in due parti separate: la prima, composta dai primi 7 episodi, il 19 dicembre 2014, mentre la seconda, formata dai restanti, il 19 maggio 2015. In televisione è stata trasmessa in prima visione satellitare da Sky Atlantic, canale a pagamento della piattaforma Sky, dal 1º giugno al 13 luglio 2017; in chiaro è stata trasmessa da Rai 4 dal 30 giugno al 29 settembre 2017.
| nº                | Titolo originale         | Titolo italiano                     | Prima TV USA   | Pubblicazione Italia |
| The Beginning     | The Beginning            | The Beginning                       | The Beginning  | The Beginning        |
| ----------------- | ------------------------ | ----------------------------------- | -------------- | -------------------- |
| 1                 | Time Zones               | Fusi orari                          | 13 aprile 2014 | 19 dicembre 2014     |
| 2                 | A Day's Work             | Un giorno di lavoro                 | 20 aprile 2014 | 19 dicembre 2014     |
| 3                 | Field Trip               | Gita scolastica                     | 27 aprile 2014 | 19 dicembre 2014     |
| 4                 | The Monolith             | Il monolito                         | 4 maggio 2014  | 19 dicembre 2014     |
| 5                 | The Runaways             | Vie di fuga                         | 11 maggio 2014 | 19 dicembre 2014     |
| 6                 | The Strategy             | Strategia                           | 18 maggio 2014 | 19 dicembre 2014     |
| 7                 | Waterloo                 | Waterloo                            | 25 maggio 2014 | 19 dicembre 2014     |
| The End of an Era |                          |                                     |                |                      |
| 8                 | Severance                | Liquidazione                        | 5 aprile 2015  | 19 maggio 2015       |
| 9                 | New Business             | Nuovi affari                        | 12 aprile 2015 | 19 maggio 2015       |
| 10                | The Forecast             | Previsioni per il futuro            | 19 aprile 2015 | 19 maggio 2015       |
| 11                | Time & Life              | Un test superato                    | 26 aprile 2015 | 19 maggio 2015       |
| 12                | Lost Horizon             | Orizzonte perduto                   | 3 maggio 2015  | 19 maggio 2015       |
| 13                | The Milk and Honey Route | La strada dove scorre latte e miele | 10 maggio 2015 | 19 maggio 2015       |
| 14                | Person to Person         | Da persona a persona                | 17 maggio 2015 | 19 maggio 2015       |

## Fusi orari
- Titolo originale: Time Zones
- Diretto da: Scott Hornbacher
- Scritto da: Matthew Weiner

### Trama
È il gennaio del 1969 e dunque sono passati un paio di mesi dall'episodio 6x13. Lou Avery (l'uomo che Don incontra, insieme a Duck, in ascensore nel precedente episodio) sembra aver preso il posto di Don nell'agenzia.

Ted torna dalla California e Peggy è visibilmente a disagio. Inoltre, Freddy le ha portato delle proposte per una compagnia di orologi che Peggy ritiene molto interessanti, meravigliandosi molto che tali idee siano venute a lui.

Don vola a Los Angeles a trovare Megan e l'indomani si vede anche con Pete. I rapporti tra i Draper sembrano un po' tesi, ma alla fine Megan riesce a tranquillizzarsi.

Roger va a fare colazione con sua figlia e lei gli dice che lo perdona; lo perdona per aver abbandonato la madre, per averla costretta a chiedergli dei soldi e per essere un nonno non molto presente per il piccolo Ellery.

Sull'aereo del ritorno, Don incontra una donna che era andata a spargere le ceneri di suo marito morto per alcolismo a Disneyland. I due cominciano a parlare un po' di sé e la donna si addormenta sulla spalla di Don. Quando si sveglia stanno per atterrare e lei gli chiede di sua moglie; Don le dice che spesso si domanda se abbia rovinato tutto con Megan. La donna gli dice che ciò che è fatto è fatto e lo invita ad andare via con lei una volta atterrati, ma lui rifiuta.

Lou Avery non tiene molto in considerazione il lavoro di Peggy e continua a bocciare tutte le sue proposte (anche quelle che le ha dato Freddy), allora lei decide di fare a modo suo.

Alla fine dell'episodio si scopre che in realtà, Freddy è una copertura; Don è la mente dietro a tutto e lo manda di agenzia in agenzia a vendere le loro idee.

## Un giorno di lavoro
- Titolo originale: A Day's Work
- Diretto da: Scott Hornbacher
- Scritto da: Jonathan Igla e Matthew Weiner

### Trama
Dawn va a casa di Don per portargli dei documenti e tenerlo aggiornato sul lavoro e su ciò che succede in agenzia.

È il giorno di San Valentino: Peggy arriva al lavoro e vede sulla scrivania della sua segretaria un vaso pieno di rose rosse e immagina che siano per lei. Non ci sono biglietti, ma pensa subito che siano un regalo di Ted; chiede allora alla sua segretaria Shirley di mandare un messaggio a Ted, facendogli capire (con una frase criptata) che non erano stati ben accetti. Successivamente, decide che avere quei fiori davanti agli occhi la innervosisce e dunque li regala a Shirley. Dopo ancora, Peggy le chiede di gettarli, perché l'hanno innervosita troppo e non riesce a lavorare bene; a quel punto Shirley si trova costretta a confessare: le rose sono un regalo del suo fidanzato, ma non ha detto nulla per non offendere Peggy. Quest'ultima, infuriata, le inveisce contro.

A Sally viene dato il permesso di allontanarsi dal campus per andare a New York in treno, per partecipare al funerale della madre della sua compagna di stanza. Parte insieme alle altre sue compagne di stanza e decidono di lasciare prima il funerale per andare a fare shopping. Risalite in treno, Sally si accorge di aver perso la borsetta. Scende dal treno e va in agenzia, pensando di trovare suo padre, ma vede che il suo ufficio ora è occupato da Lou; allora decidere di andare all'appartamento. Quando Don rientra, la trova sul divano; gli racconta della borsetta e gli chiede i soldi per il treno, ma Don si offre di riaccompagnarla al campus in macchina.

Intanto, alla SC&P, Lou si lamenta con Joan perché non vuole dividere la segretaria con Don e ne vuole un'altra. Allora Joan fa uno scambio; Dawn andrà alla reception e Meredith sarà la segretaria di Lou. Bert, avendo visto lo spostamento, suggerisce (o meglio chiede) che alla reception non dovrebbe esserci una ragazza di colore, perché chi dovesse vederla da fuori potrebbe pensar male. Inoltre, Peggy le chiede un'altra segretaria dopo la disavventura con Shirley. Allora Joan fa un ulteriore cambiamento: Meredith tornerà alla reception e Shirley sarà la nuova segretaria di Lou Avery.
In seguito a ciò, Cutler decide di promuoverla ad account (dato che ora anche lei ha un cliente, ovvero l'Avon) e la trasferisce in un ufficio al piano di sopra.

Durante il viaggio, Sally ha un diverbio con suo padre e gli confessa quanto sia stato difficile per lei andare al suo appartamento, con la paura di poter incontrare in ogni istante Sylvia, con la quale lo aveva sorpreso a letto. Lungo il tragitto si fermano a cenare; inizialmente Sally tiene ancora il broncio a suo padre, ma a un certo punto Don decide di confidarsi con lei, sia riguardo al lavoro sia riguardo Megan, e lei confessa di essere andata al funerale solo per poter fare poi shopping. Arrivati al campus, Sally saluta Don e gli dice che gli vuole bene.

## Gita scolastica
- Titolo originale: Field Trip
- Diretto da: Christopher Manley
- Scritto da: Heather Jeng Bladt e Matthew Weiner

### Trama
Aprile 1969. Alan, l'agente di Megan chiama Don perché è preoccupato; ha ricevuto alcuni rifiuti e ha pianto alla presenza di un produttore. Don allora prende subito un aereo e vola da lei. Megan è molto felice della sorpresa di suo marito; dopo aver fatto l'amore, però, lei capisce che lui si è precipitato da lei perché era preoccupato e non perché ne sentiva effettivamente la mancanza. Inoltre, gli domanda perché non lo trova mai in ufficio ed è sempre lui a richiamarla e perché sente sempre silenzio al telefono. Sospetta che Don abbia altre donne ma lui lo nega ed è costretto a dirle la verità; le confessa che è stato a casa perché gli hanno dato un congedo, ma che è stato bravo, non ha avuto altre donne e ha cominciato a bere di meno. Megan non riesce ad accettare che per quasi un anno lui le abbia mentito su una cosa del genere e lo caccia via, dicendogli che tra loro è finita.

Tornato a New York, Don va a cena con il capo di un'altra agenzia che gli fa un'offerta. Al termine della serata, va da Roger e gli mostra l'offerta; vorrebbe sapere se accettarla o meno e allora Roger gli dice che se vuole tornare in agenzia può farlo, a partire dal lunedì successivo.

Don telefona a Megan per scusarsi e per dirle che tornerà alla Sterling Cooper & Partners; inoltre, le chiede se vuole che lui torni a L.A. per il weekend ma lei rifiuta.

Dopo un incontro con l'amica Francine, Betty si sente come se non fosse abbastanza presente con i figli. Tornata a casa, scopre che Bobby l'indomani deve partecipare a una gita e servono altri adulti che aiutino la maestra con i bambini. Betty si offre di andare con Bobby e la mattina seguente partono per la gita nella fattoria del padre dell'insegnante. La giornata si svolge in maniera perfetta, ma durante la pausa pranzo Betty litiga con il figlio. Tornata a casa, la sera, Betty dice a Henry di non sentirsi una buona madre.

Il lunedì mattina Don si presenta in agenzia; tutti sono molto confusi nel vederlo, perché Roger non aveva detto a nessuno che gli aveva detto di presentarsi lì. Allora i soci si riuniscono nell'ufficio di Bert per decidere il da farsi: Joan, Jim e Bert vorrebbero licenziarlo definitivamente, ma Roger li fa riflettere sul fatto che Don sia un genio e il suo contributo è sempre stato importantissimo per l'agenzia. Inoltre, li convince che liberarsi di lui gli verrebbe a costare molto più che tenerlo perché, essendo Don un socio, dovrebbero anche rilevare la sua quota.

Alla fine Don viene chiamato in sala riunioni e i soci gli comunicano che vorrebbero riaverlo al lavoro, ma solo ad alcune condizioni: non rimarrà mai da solo con i clienti, nel suo ufficio non ci saranno più alcolici e, infine, dovrà lavorare sotto Lou.

Don accetta.

## Il monolito
- Titolo originale: The Monolith
- Diretto da: Scott Hornbacher
- Scritto da: Erin Levy

### Trama
Don arriva in agenzia e nota che non c'è nessuno; sente una voce venire dal piano di sopra e decide di salire. Qui trova tutti gli impiegati e Jim che spiega che la stanza dei creativi dovrà essere svuotata per far posto a un computer.

Mona e Brooks fanno visita a Roger in ufficio; Margareth è andata via di casa da 10 giorni per andare in una comune con degli hippie. Mona vorrebbe convincerlo a fare qualcosa per trovarla, ma Roger suggerisce che a farlo sia Brooks, per dimostrare di essere un vero uomo.

Pete si è accaparrato la Burger Chef; Ted vorrebbe assegnarla a Peggy, ma Pete e i soci si ritrovano favorevoli nel pensare che Don sia la persona più adatta per questa campagna. Nonostante questa decisione, però, Lou affida la campagna a Peggy e le dice di scegliersi una squadra e di includervi Don.

Peggy allora manda a chiamare Don e gli chiede di trovare degli slogan entro lunedì; Don rimane sconcertato dal suo declassamento, mentre Peggy si gode la possibilità di essere, per la prima volta, al di sopra di Don.

Mona comunica a Roger che Brooks è stato arrestato, così partono insieme e arrivano alla comune. Margareth li accoglie e gli dice di essere felice, ora. Mona litiga con la figlia e va via con l'auto, mentre Roger rimane ancora con lei e i suoi amici hippie.

Il lunedì Don non si presenta alla riunione con Peggy; Mathis va a chiamarlo ma lui dice che non può andare perché impegnato (in realtà sta giocando al solitario) e Peggy va su tutte le furie.

Parlando con l'uomo che supervisiona l'installazione del computer, Don crede che possa essere un cliente perfetto per l'agenzia e va subito a dirlo a Bert. Questi boccia subito la sua proposta e gli dice che senza di lui erano stati benissimo e non avevano avuto alcun bisogno di lui. Dopo questa discussione, Don ruba una bottiglia di liquore dall'ufficio di Roger e si ubriaca. Non riesce quasi a stare in piedi e invita Freddy a una partita di baseball e, quando tornano a casa, crolla subito addormentato. La mattina dopo Freddy lo sveglia con del caffè e cerca di fargli capire che la seconda occasione che gli hanno dato al lavoro è troppo importante per lui, non deve sprecarla. 
Roger cerca di portare via Margareth con la forza, ma alla fine si arrende.

Don va in ufficio e dice a Peggy che avrà i suoi slogan per l'ora di pranzo.

## Vie di fuga
- Titolo originale: The Runaways
- Diretto da: Christopher Manley
- Scritto da: David Iserson e Matthew Weiner

### Trama
Stephanie, la nipote di Anna Draper, chiama Don per chiedergli aiuto: è incinta di circa 7 mesi ed ha bisogno di un po' di soldi. Allora Don, saputo che lei si trova a L.A., le dice di recarsi a casa di Megan, che la accoglierà sicuramente, mentre lui prenderà l'aereo per raggiungerle quella sera stessa.

Megan la accoglie; nota subito la sua bellezza e si sente un po' a disagio quando Stephanie le dice di conoscere tutti i segreti di Dick. Per questo, quando la giovane parla del suo bisogno di soldi, Megan le firma subito un assegno da 1000 dollari e quasi la "invita" ad andar via. Don viene trattenuto in ufficio da Lou ed è costretto a partire la mattina seguente; arriva a L.A. e scopre con disappunto che Stephanie è andata via senza nemmeno averlo visto.

Ad una cena, Betty e Henry hanno una discussione abbastanza accesa perché scoprono di avere idee divergenti sull'argomento della guerra in Vietnam: lei vorrebbe che il paese vincesse, mentre lui condivide il pensiero di Nixon di interrompere il conflitto.

In agenzia, Michael Ginsberg comincia a dare segnali di squilibrio; non riesce a lavorare per il ronzio del computer e vede Lou e Cutler chiusi nella stanza della macchina. Decide allora di andare da Peggy: le dice di aver scoperto che l'obiettivo del computer è quello di far diventare tutti omosessuali, infatti secondo lui questo era già successo a Lou e Cutler, e le chiede di avere un rapporto sessuale e procreare, in modo da scongiurare il rischio di diventare a loro volta omosessuali. Peggy ne rimane sconvolta.

A Los Angeles, la sera, Megan organizza una festa con i suoi amici attori; a questa festa si presenta anche Harry Crane, come accompagnatore di un'amica di Megan. Don è sorpreso di vederlo lì e i due decidono di lasciare la festa per poter parlare. Si siedono in un bar e Harry comincia a dirgli che dovrebbe andare a lavorare lì, perché Ted Chaough è totalmente inutile e non dà nessun apporto all'agenzia. Successivamente, gli confessa di aver scoperto che Lou e Cutler stanno cercando di accaparrarsi la Philip Morris per le sigarette "Commander", e che lo stanno facendo di nascosto perché fu Don a scrivere una lettera (poi pubblicata sul New York Times) contro i rischi del fumo.

In agenzia, Michael Ginsberg tocca davvero il fondo: va nell'ufficio di Peggy e le porge una scatolina. La ragazza lo apre e, con sommo disgusto, vi trova dentro il capezzolo del collega. Disgustata e sconvolta, fa arrivare degli uomini che lo portano via legato su una barella, in pieno delirio psicotico.

Don irrompe nella sala dove si sta tenendo l'incontro tra Lou, Cutler e la Philip Morris, con lo stupore di tutti, e riesce a convincere la compagnia. Prima di salire sul taxi per andare via, Jim Cutler lo accusa di pensare solo alla sua posizione all'interno dell'agenzia.

## Strategia
- Titolo originale: The Strategy
- Diretto da: Phil Abraham
- Scritto da: Semi Chellas

### Trama
Bob Benson porta alla SC&P due uomini della Chevrolet. Quella notte, riceve la chiamata da uno dei due per farsi tirare fuori di prigione. Bob gli paga la cauzione e, mentre sono in taxi, l'uomo gli confida che in realtà la Chevrolet vuole abbandonare l'agenzia e vorrebbe portare con sé anche lo stesso Bob.

Pete porta la sua fidanzata, Bonnie, in città, ma la lascia sola quasi tutto il tempo per andare a trovare la piccola Tammy.

Peggy comincia a preparare la campagna per la Burger Chef e la sua idea sembra convincere tutti, anche Lou e Don. Alla fine della giornata, Peggy va da Don per avere un'opinione sincera sulla sua idea per la campagna; lui all'inizio loda il suo lavoro ma poi, sotto l'insistenza della donna, le dice che in realtà si potrebbe fare anche diversamente. Peggy si arrabbia un po' e rimane a pensarci fino al lunedì seguente.

Nel weekend Megan vola a New York per stare con Don e i due sembrano davvero molto vicini; lui è sinceramente felice di averla in casa e lei propone un viaggio lontano dal lavoro per passare del tempo senza preoccupazioni.

Pete e Bonnie litigano e lei torna in California senza di lui. Sullo stesso aereo c'è anche Megan, di ritorno a Los Angeles.

La domenica, Bob si vede con Joan e, inaspettatamente, lui le chiede di sposarlo. Joan è confusa e lui le racconta della Chevrolet: la Chevy molla la SC&P e lo vuole a Detroit a lavorare per loro. Dunque lui vuole sposarla in modo da apparire come un normale uomo sposato (perché uno dei dirigenti della Chevy lo ha creduto omosessuale, e quasi certamente lo è davvero), e anche per darle stabilità e dare a suo figlio un padre. Ma Joan rifiuta, asserendo che lei è in cerca dell'amore e non scenderebbe mai a compromessi.

Il lunedì Don va in ufficio e Peggy gli parla della campagna: ammette di aver avuto dei dubbi durante il weekend sulla sua strategia e insieme pensano a una nuova idea, che sembra perfetta per la Burger Chef. Peggy gli confida che i suoi dubbi forse erano dovuti al fatto che ha da poco compiuto 30 anni; Don la conforta e, sulle note di My Way, la invita a ballare stringendola poi in un abbraccio molto dolce e significativo.
 
Infine, la compagnia viene a sapere della decisione della Chevrolet e Jim consiglia di rimettersi in gioco pubblicizzando il loro nuovo computer e annunciando l'entrata di Harry Crane tra i soci della SC&P. Roger e Joan non sono d'accordo e decidono di astenersi dalla votazione ma, per decisione della maggioranza, la mozione viene approvata.

## Waterloo
- Titolo originale: Waterloo
- Diretto da: Matthew Weiner
- Scritto da: Carly Wray e Matthew Weiner

### Trama
16 luglio 1969.

L'Apollo 11 viene lanciato verso lo spazio. Ted Chaough fa fare un giro in aereo a quelli della Sunkist, ma li spaventa a morte quando all'improvviso spegne il motore; ora tutti credono che abbia tendenze suicide. Don arriva in ufficio e la segretaria gli porge una lettera; alcuni accordi del suo contratto non sono stati rispettati e potrebbe essere licenziato. Comincia a urlare e chiama tutti i soci fuori dai loro uffici. Richiede una votazione: gli unici a volere il suo licenziamento sono Jim Cutler e Joan, mentre gli altri formano la maggioranza e decidono di non licenziarlo.

Don telefona a Megan e le confida le sue preoccupazioni per la possibilità di un licenziamento. Le dice, però, che questo potrebbe essere un bene perché lo porterebbe finalmente a trasferirsi a Los Angeles con lei. Il silenzio di Megan, però, fa capire a Don che la faccenda è molto chiara; lei non lo vuole a L.A. e vuole porre fine al loro matrimonio.

Don, Pete, Peggy e Harry volano in Indiana per la presentazione della campagna della Burger Chef.

20 luglio 1969.

L'Apollo 11 atterra sulla luna e tutti sono davanti alle tv per assistere all'evento. Poco dopo, Roger riceve una telefonata: Bert Cooper è morto sul suo divano, dopo aver assistito all'allunaggio. Roger telefona a Don in albergo per comunicargli la triste notizia e per dirgli anche che, con la morte di Bert e l'entrata di Harry tra i soci, la sua posizione nell'agenzia è più incerta di prima e potrebbe essere licenziato. Infine, gli chiede di fare del suo meglio alla presentazione del giorno dopo.

Don va nella camera di Peggy e le dice che sarà lei a presentare l'idea alla Burger Chef l'indomani, ma non le dice della morte di Bert.

La presentazione di Peggy va benissimo e i clienti rimangono molto colpiti.

Roger ha un incontro in gran segreto con la McCann Erickson e riesce a trovare un accordo importante sia per l'agenzia sia per il futuro di Don: vogliono rilevare l'agenzia, comprando il 51% delle azioni. L'agenzia rimarrà comunque un organo indipendente e tutti potranno mantenere i loro lavori e i loro uffici e Roger sarà a capo di tutto, ma a una condizione: che ci siano Don e Ted e che lavorino insieme. I soci accettano.

L'episodio si chiude con Don che ha una visione di Bert mentre balla e canta "The best things in life are free" con le segretarie che gli fanno da coro.

## Liquidazione
- Titolo originale: Severance
- Diretto da: Scott Hornbacher
- Scritto da: Matthew Weiner

### Trama
Aprile 1970.

Don e Megan stanno divorziando, e lui è tornato a essere il seduttore di un tempo. Durante un'uscita, Don vede in un locale una cameriera, ed è convinto di averla già vista prima. Mentre sta facendo delle selezioni con alcune modelle, Don ha una visione e vede Rachel Menken (una donna ebrea con cui aveva iniziato una relazione quando era ancora sposato con Betty), che ora ha preso il cognome Katz, che gli dice "Hai perso il volo".

A casa Cosgrove, Cynthia discute con Ken e gli dice che dovrebbe lasciare il suo lavoro e fare ciò che ama davvero, ovvero riprendere a scrivere. L'indomani, Roger gli comunica che sarà licenziato perché McCann non vuole più lavorare con lui, a causa di vecchi disguidi. A causa del suo licenziamento, gli viene offerta una cospicua liquidazione.

Joan e Peggy hanno un incontro alla McCann Erickson, durante il quale Joan viene spesso messa in imbarazzo per il suo aspetto e la sua procacità; al termine della riunione, le due donne discutono in ascensore.

In seguito alla sua visione, Don decide di rimettersi in contatto con Rachel ma, sfortunatamente, viene a sapere che la donna è morta da una settimana.

Mathis vorrebbe organizzare un incontro tra Peggy e suo cognato Stevie. La donna in un primo momento rifiuta, ma poi decide di accettare.

Don torna dalla cameriera e i due hanno un rapporto sessuale sul retro del locale. 

Peggy e Stevie vanno a cena e, dopo l'attrito iniziale, capiscono di piacersi molto. Nell'euforia del momento, Peggy propone di volare a Parigi e vanno a casa sua in cerca del suo passaporto. Non lo trovano e i due cominciano a baciarsi, ma la donna rifiuta l'idea di andare oltre quei baci perché Stevie le piace e non vuole rovinare tutto. Decidono di rivedersi dopo un paio di settimane.

Don va a casa di Rachel, dove si sta per tenere una shiva in suo ricordo. Qui incontra sua sorella che gli dice che Rachel era malata di leucemia.

Ken va da Roger e Pete e gli comunica che non vuole la liquidazione e che, grazie a suo suocero, ora lavora per la Dow Chemical e dunque sarà un cliente dell'agenzia molto difficile da accontentare.

Peggy dice a Stan che ciò che è successo all'appuntamento con Stevie è stata solo una conseguenza del troppo vino.

Don torna da Diana, la cameriera, e i due parlano di ciò che si prova quando qualcuno che conosciamo muore.

## Nuovi affari
- Titolo originale: New Business
- Diretto da: Michael Uppendahl
- Scritto da: Tom Smuts e Matthew Weiner

### Trama
Don accompagna Bobby e Geene a casa Francis; qui incontra Betty, che gli dice di voler riprendere a studiare per conseguire la specializzazione in psicologia.

L'indomani riceve una telefonata da Megan, che lo avvisa che il mercoledì passerà a prendere le sue cose dall'appartamento.

Quella sera, Don va in un ristorante per vedere Diana, che lavora lì; le lascia il suo numero e le chiede di avvisarlo quando avrà finito il suo turno. Quando lei gli telefona, lui sta dormendo, ma la invita comunque a venire nel suo appartamento. I due vanno a letto insieme e, la mattina seguente, Don la trova nella cameretta di Sally: a quel punto lei gli confida che aveva una figlia ma che 2 anni prima è morta a causa di un'influenza.

In agenzia arriva Pima Ryan, un'artista e fotografa arrivata alla SC&P per collaborare in una pubblicità; prima seduce Stan, con il quale ha un rapporto sessuale, e poi tenta di sedurre anche Peggy ma senza risultati.

La mattina seguente, Don e Diana sono a letto, ma devono lasciare in fretta l'appartamento perché presto arriverà Megan per prendere le sue cose.

Megan arriva, insieme alla madre e alla sorella; vorrebbe prendere solo alcune cose che le appartenevano ma lascia a sua madre il compito e va a pranzo con Harry Crane, per cercare di trovare lavoro e di avere un nuovo agente. Sua madre, invece, non vuole lasciare nulla a Don, perché crede che abbia rovinato la loro famiglia, e fa caricare tutto ai traslocatori, ma questo le viene a costare molto più del previsto e lei non ha tutti questi soldi con sé. Cerca di contattare Don in ufficio, ma lui non c'è perché è fuori con Pete per una partita a golf, allora decide di chiamare Roger per farsi portare i soldi. L'uomo arriva e, una volta andati via i traslocatori, i due finiscono a letto insieme.

Megan va a pranzo con Harry; spera di poter ricevere un aiuto per il lavoro, ma l'uomo le fa delle avances e la invita nella sua camera d'albergo. Megan rifiuta, offesa, e Harry le dice che probabilmente lavora così poco proprio perché non vuole accettare questo genere di proposte. La donna va via e, tornata all'appartamento di Don, scopre sua madre e Roger.

Don e Megan si incontrano nello studio dell'avvocato; lei non vorrebbe neanche rivolgergli la parola e gli dice che gli ha rovinato la vita. Don si scusa e decide di firmarle un assegno da un milione di dollari. Megan lo accetta, gli restituisce l'anello di fidanzamento e va via.

Diana invita Don a casa sua; quando arriva, lei sembra di pessimo umore. I due discutono e Diana gli fa un'altra confessione: lei aveva in realtà due figlie ma, dopo la morte di quella minore, ha abbandonato l'altra con il padre ed è andata via. Don prova a farle capire che riesce a comprenderla, ma lei interrompe la loro relazione, dicendo che stando con lui ha dimenticato per un po' la sua bambina morta e che non vuole che accada mai più. A queste parole, Don va via, e una volta a casa scopre l'appartamento completamente vuoto.

## Previsioni per il futuro
- Titolo originale: The Forecast
- Diretto da: Jennifer Getzinger
- Scritto da: Jonathan Igla e Matthew Weiner

### Trama
Maggio 1970. Don ha messo in vendita il suo appartamento.

Joan si trova a Los Angeles per qualche giorno. va nella sede californiana dell'agenzia e Lou (che ora si trova lì al posto di Ted) la lascia da sola in ufficio, dicendole che il loro primo appuntamento è alle 12:00. All'ora designata, un uomo arriva alla porta e Joan da per scontato che sia il cliente che dovevano incontrare; lo invita ad entrare ma, proprio in quel momento, arriva Lou insieme al vero cliente. Joan allora gli chiede chi sia, e lui le lascia il suo biglietto da visita, colpito dalla sua bellezza, e le dice di chiamarsi Richard.

I due si vedono ancora durante il suo soggiorno a Los Angeles e, quando lei torna a New York, lui le fa sapere di essere anch'egli in città e si incontrano di nuovo; durante questo appuntamento, Joan gli dice di avere un bambino di 4 anni. Richard, inizialmente, decide di chiudere lì la loro frequentazione, perché si sente troppo vecchio per pensare a fare ancora il padre ma, successivamente, farà le sue scuse a Joan e le dirà di voler continuare.

A casa Francis arriva Glenn Bishop; Betty quasi non lo riconosce, perché ormai ha 18 anni ed è diventato quasi un uomo. Il ragazzo annuncia che partirà per la guerra e, mentre Betty sembra orgogliosa della sua scelta, Sally la prende malissimo. Betty lo saluta ed il ragazzo va via.

In un secondo momento, Glenn si presenta ancora a casa Francis, ma questa volta per vedere Betty. Prova a baciarla, ma lei rifiuta; allora lui le confida che non è contento di partire, ma se lei gli avesse dato quel bacio allora lui avrebbe avuto una cosa da poter ricordare per tutto il tempo in cui sarebbe stato lontano. Betty allora gli dice che sicuramente ce la farà e ritornerà.

Sally deve partire per un viaggio tra gli stati e Don prima la porta a cena con le amiche e poi la accompagna al pullman per partire. Tornato a casa, la sua agente immobiliare lo avvisa che l'appartamento è finalmente venduto.

## Un test superato
- Titolo originale: Time & Life
- Diretto da: Jared Harris
- Scritto da: Erin Levy e Matthew Weiner

### Trama
Giugno 1970. A Roger arriva un avviso di mancato pagamento dell'affitto dei locali dell'agenzia. Si rivolge a McCann e scopre che in realtà vogliono inglobarli e trasferire la SC&P nei loro uffici. A Don, allora, viene l'idea di creare una "Sterling Cooper Ovest", con sede in California, per mantenere la propria indipendenza e partire da pochi clienti sicuri.

Trudy telefona a Pete per dirgli che Tammy non è stata accettata nella scuola in cui avevano fatto domanda e gli chiede di andare insieme a lei a parlare con il preside. Si recano all'incontro, ma il direttore sembra aver escluso la bambina per dei problemi avuti con la famiglia Campbell decenni prima. Pete si infuria e gli dà un pugno in faccia. Riaccompagna Trudy a casa e qui hanno una conversazione pacifica, in cui lei gli confessa la sua paura di rimanere sola, data ormai la sua età.

Don e gli altri soci propongono la loro idea di una "Sterling Cooper Ovest", ma viene rifiutata perché McCann dice loro: "Avete vinto. Avete superato il test". L'idea della McCann Erickson non era quella di far scomparire la SC&P, bensì di affidarle incarichi davvero importanti come la Buick, la Ortho Pharmaceutical, la Nabisco e la Coca-Cola. I soci, sorpresi, accettano.

In agenzia, per un provino, arrivano dei bambini e Peggy nello stare a contatto con loro si ricorda del bambino che ha dato via. Si confida con Stan e gli dice di non sapere dove lui sia adesso; non sapere, per lei, era l'unico modo per poter andare avanti con la sua vita.

Dopo il lavoro i soci vanno in un pub a brindare e, rimasti soli, Roger confida a Don che si sta frequentando con Marie, la madre di Megan.

Don decide di cercare Diana; va prima al suo appartamento, ma scopre che non abita più lì ed ora la casa è occupata da due omosessuali.

L'episodio si chiude con i soci che annunciano agli impiegati che la SC&P sarà inglobata dalla McCann Erickson.

## Orizzonte perduto
- Titolo originale: Lost Horizon
- Diretto da: Phil Abraham
- Scritto da: Semi Chellas e Matthew Weiner

### Trama
Tutti i dipendenti della SC&P si sono trasferiti nella sede della McCann Erickson tranne Peggy, il cui ufficio non è ancora pronto.

Joan viene maltrattata dal suo nuovo collega Dennis. Si rivolge allora a Ferguson Donnelly ma ci rimane male quando intuisce che il suo unico interesse è spassarsela, piuttosto che aiutarla.

Don parte per Racine, la città natale di Diana, per cercare sue notizie e durante il viaggio in macchina ha un'altra visione di Bert. Trova la vecchia casa di Diana; gli apre la porta una donna, che si rivela essere la nuova moglie del suo ex-marito. Don si finge un rappresentante che cerca Diana perché è risultata la vincitrice di un concorso e deve ritirare il premio. La donna gli dice di non essere Diana, ma lo invita ad entrare per aspettare suo marito, che forse potrà di gli qualcosa in più sulla donna che cerca.

Peggy, per lavorare, torna momentaneamente nel vecchio edificio e qui incontra Roger; i due cominciano a bere ed a parlare e ben presto sono ubriachi.

Joan va a parlare con McCann e gli chiede di non lavorare più con Dennis o con Ferg; McCann le dice che ora non ha più l'importanza che aveva nella SC&P. Joan allora gli dice che farà sapere a tutti cosa fanno gli uomini di quell'agenzia e l'uomo perde la pazienza, andando su tutte le furie; le dice di smetterla e fare il suo lavoro, oppure accettare la metà dei soldi che le spettano e lasciare l'agenzia.

L'ex-marito di Diana arriva a casa, ma subito capisce che Don ha mentito; quest'ultimo allora inventa di essere della riscossione crediti, e di aver bisogno di sapere l'indirizzo di Diana. Lui gli dice che, per quanto ne sa, si trova a New York e Don va via. Prima di salire in macchina, l'uomo lo ferma e gli dice che non è stato il primo a chiedere di lei e che non deve più farsi vedere lì.

L'ufficio di Peggy è finalmente pronto. Roger, invece, aspetta Joan; al suo arrivo, le consiglia di accettare la proposta di McCann e di andar via dall'agenzia.

Don continua il suo viaggio in auto e l'episodio si chiude con lui che dà un passaggio a un autostoppista; insieme, si dirigono a Saint Paul, Minnesota.

## La strada dove scorre latte e miele
- Titolo originale: The Milk and Honey Route
- Diretto da: Matthew Weiner
- Scritto da: Carly Wray e Matthew Weiner

### Trama
Don continua il suo viaggio attraverso il paese; in una telefonata a Sally, le fa sapere che al momento si trova in Kansas ed è diretto al Grand Canyon. Successivamente, a causa di un guasto alla macchina, si trova costretto a soggiornare a Alva (Oklahoma) per alcuni giorni.
All'università, Betty ha un mancamento e cade dalle scale; in infermeria le dicono che si è rotta una costola, ma anche di aver trovato un tumore ai polmoni ormai molto esteso, e le chiedono di chiamare suo marito per farsi portare a casa.
Duck Phillips va da Pete e gli chiede di incontrare il dirigente di una società di aerei privati. Pete alla fine accetta di incontrarlo e l'uomo rimane molto colpito dal suo modo di lavorare e vorrebbe che lavorasse per lui. In un primo momento Pete pensa di rifiutare, ma poi si rende conto che questa situazione potrebbe essere, per lui, una grande opportunità.
Al motel, Don fa la conoscenza di un giovane ragazzo che si occupa della pulizia delle camere. Dopo aver saputo del suo servizio prestato in guerra, il proprietario del motel invita Don a un incontro tra veterani. Lui vorrebbe rifiutare, ma si trova costretto ad accettare di partecipare.
Henry è molto preoccupato per Betty; i medici hanno detto che le rimane un anno, ma solo se accetta di sottoporsi a delle terapie. Lui vorrebbe che lei lottasse, ma Betty sembra rassegnata. Henry allora va al campus da Sally e le racconta la verità, sperando che almeno lei riesca a farle cambiare idea.
All'incontro tra veterani è in corso una raccolta fondi e Don lascia 40 dollari. Mentre è seduto al tavolo, Don comincia ad essere molto nervoso perché gli presentano un uomo che aveva combattuto in Corea, proprio come lui. Don teme che l'uomo possa ricordarsi di lui e rendersi conto che è sotto falsa identità, ma per fortuna, parlandoci, scopre che lui è arrivato in Corea quando Don era ormai già tornato a casa. Alla fine della serata, quando ormai sono quasi tutti ubriachi, un veterano racconta una storia orribile sul suo periodo sotto le armi e, così, anche Don racconta un suo brutto ricordo.
Sally torna a casa e, quando sua madre la vede, si arrabbia molto perché capisce che Henry le ha raccontato della sua malattia. Durante la notte, Betty decide di andare a parlarle per chiederle di aiutare Henry quando ce ne sarà bisogno e per lasciarle una lettera, che dovrà leggere solo quando lei non ci sarà più.
Durante la notte, alcuni dei veterani irrompono nella camera di Don e lo accusano di aver rubato i soldi che avevano raccolto durante la serata, malmenandolo. Gli requisiscono le chiavi dell'auto e gli dicono che non potrà andare via finché non avrà restituito ciò che ha rubato.
Contemporaneamente, Pete corre a casa di Trudy; le parla della sua nuova opportunità di lavoro e le propone di andare insieme a lui a Wichita, per ricominciare e provare a essere di nuovo una famiglia. Trudy accetta.
La mattina seguente, il giovane fa visita a Don ma quest'ultimo lo aggredisce, perché ha capito che è stato lui a rubare i soldi. Lo convince a dargli i 500 dollari rubati e lo stesso Don li porta al proprietario del motel, che gli restituisce le chiavi dell'auto. Mentre sta per andare via, il ragazzo gli chiede di accompagnarlo alla fermata dell'autobus, deciso ad andare via di lì.
Betty decide di continuare a vivere normalmente, ed esce per andare a lezione all'università. Sally non riesce a trattenersi e decide di leggere
la lettera che le ha lasciato la madre: ci sono le precise istruzioni per la sua sepoltura e per gli abiti e l'acconciatura da indossare.
Don arriva alla fermata dell'autobus ma, a sorpresa, decide di lasciare la sua macchina al ragazzo (quasi come a liberarsi di una delle ultime cose materiali rimaste in suo possesso), che va via.
L'episodio si chiude con Don che aspetta un autobus alla fermata.

## Da persona a persona
- Titolo originale: Person to Person
- Diretto da: Matthew Weiner
- Scritto da: Matthew Weiner

### Trama
Autunno 1970.

Don si trova nello Utah e telefona a Sally. Lei vorrebbe tenerglielo nascosto, ma alla fine cede e gli dice del tumore di Betty. Molto preoccupato, Don telefona poi a Betty e le dice che quando lei non ci sarà più vorrebbe prendere i bambini con sé. Betty però ha già pensato a tutto e ha deciso che andranno a stare da suo fratello William e sua moglie, perché avranno bisogno di stabilità e di una figura femminile, entrambe cose che Don non può garantirgli. I due si salutano in un commiato allo stesso tempo triste e tenero.

Un incontro con Ken Cosgrove fa venire a Joan l'idea di diventare produttrice e chiede a Peggy di unirsi a lei, anche perché è convinta che un doppio cognome la farebbe sembrare una cosa davvero seria.

Don si reca a Los Angeles e va a trovare Stephanie, la nipote di Anna Draper; l'ultima volta che aveva avuto sue notizie era incinta e dunque le chiede notizie del bambino, ma lei gli dice di averlo lasciato al padre e ai suoi genitori. Stephanie deve partire per andare a un ritiro spirituale sulla costa e porta Don con sé.

Sally torna a casa Francis e viene a sapere che il piccolo Bobby ha scoperto della malattia della madre ascoltando un litigio tra Betty e Henry. Allora gli insegna a cucinare per aiutarlo a essere più indipendente ora che la madre sta male.

Roger va a trovare Joan e le confessa che sta per sposare Marie Calvet. Inoltre, le dice che, se per lei va bene, quando lui morirà lascerà al piccolo Kevin una parte della sua eredità.

Don e Stephanie arrivano al ritiro e partecipano a una riunione. Durante un confronto tra gli ospiti, Stephanie si sente giudicata da un'altra donna per aver abbandonato il suo bambino e decide di scappare via. Don, rimasto senz'auto, è costretto a trattenersi ancora lì.

Peggy e Stan hanno una discussione e lui lascia il suo ufficio. Joan, intanto, dice a Richard che ha intenzione di diventare produttrice, ma finiscono con il litigare; lui immaginava un futuro diverso per loro due e dunque, non riuscendo ad accettare la scelta di Joan, chiude la loro storia e va via.

Don decide di telefonare a Peggy. Lei vorrebbe farlo tornare al lavoro, ma lui comincia a elencarle tutti i suoi sbagli e le dice di averla chiamata solo perché era partito senza salutarla e perché voleva sentire la sua voce.

Peggy telefona subito nell'ufficio di Stan per raccontargli di aver ricevuto la chiamata di Don, ma presto la telefonata si sposta su altri argomenti e Stan le confessa di essere innamorato di lei. Peggy è incredula nel sentire tali parole ma, improvvisamente, si rende conto di essere a sua volta innamorata di Stan. L'uomo corre subito nell'ufficio di Peggy e la bacia.

Al ritiro, Don partecipa a un altro seminario. Un uomo comincia a raccontare la sua storia: ha una famiglia e un lavoro, ma in nessuno dei due ambiti si sente davvero amato o apprezzato. Raccontando un sogno, confessa di sentirsi come un prodotto su uno scaffale del frigo, che aspetta sempre di essere scelto ma che, alla fine, non viene mai scelto. Don rimane molto colpito; abbraccia l'uomo ed entrambi iniziano a piangere.

A questo punto, si arriva alle immagini finali.

Joan comincia a lavorare come produttrice, dal suo soggiorno, chiamando la sua agenzia di produzione "Holloway-Harris" (i suoi due cognomi).

Roger e Marie sono in luna di miele a Parigi e osservano una coppia di anziani, fantasticando di poter essere anche loro così un giorno.

Peggy lavora nel suo ufficio e Stan la abbraccia.

Don si trova ancora al ritiro e dà inizio a una seduta di yoga; all'improvviso, sul suo volto nasce un sorriso.

L'episodio si conclude con il famosissimo spot I'd Like to Teach the World to Sing (uno degli spot più famosi della tv) della Coca-Cola, della McCann Erickson.